# 오토 4세
오토 4세(독일어/라틴어/이탈리아어 : Otto IV, 1175년 – 1218년 5월 19일)는 1198년부터 독일왕 및 신성 로마 황제를 다투던 두 명의 군주 중 한 사람으로 1208년부터는 단독왕, 1209년부터는 단독 황제였다. 호엔슈타우펜 왕가와 다투던 벨프 가문의 유일한 왕이었으나 1215년 폐위당했다.
오토는 하인리히 사자공의 아들로 태어났으며 사자공의 모친 게르투르트 폰 주플린부르크는 로타르 3세의 딸이므로 오토는 신성 로마 황제의 자격이 있었다.